# Thomas Fleischer
Thomas Fleischer (* 20. Februar 1971 in Lörrach) ist ein ehemaliger deutscher Radrennfahrer. Fleischer war als Radprofi in den 1990er Jahren aktiv.

## Leben
Thomas Fleischer ist Sohn von Marlies und Adolf Fleischer, die beide aktiv Radsport betrieben. Er besuchte von 1981 bis 1990 das Hans-Thoma-Gymnasium, wo er 1990 das Abitur ablegte. Als Schüler siegte Thomas Fleischer für den Radsportverein „Wanderlust“ Lörrach bei der Badischen Meisterschaft im Straßenfahren. Nach seinem Abitur und wegen guter sportlicher Leistungen hat ihn Radbundestrainier Peter Weibel als einen von sechs bundesdeutschen Nationalfahrern berufen. Fleischer konnte daraufhin an dem Neun-Etappenrennen Österreich-Rundfahrt teilnehmen.
Als Amateur belegte Fleischer 1991 den dritten Rang der Bayern-Rundfahrt. Im Jahr 1992 wechselte Fleischer zum Radsportteam „Die Continentale“ und war unter anderem der Teamkollege von Uwe Zeidler und Erik Zabel. Bei der Tour de Suisse 1994 wurde Thomas Fleischer als bester Deutscher 14. der Gesamtwertung. 1994 errang er bei der 2. Etappe der Regio-Tour den 2. Platz. Bei der Tour of Sweden konnte er 4. der Gesamtwertung werden, ein Jahr später wurde er dort 3. der Gesamtwertung. Ebenfalls 1994 wurde der 4. in der 4. Etappe der Critérium du Dauphiné Libéré.
Fleischer startete an der Tour de France 1996 im belgischen Lotto-Isoglass-Team, musste das Rennen aber auf der 14. Etappe beenden. Sein größter Erfolg war der Gesamtsieg der Tour de Wallonie 1996, bei der er auch die 3. Etappe für sich entscheiden konnte. Viermal beendete Fleischer ein Monument des Radsports: Lüttich–Bastogne–Lüttich 1994 als 77. und 1995 als 42., das Amstel Gold Race 1994 als 42 sowie Mailand-San Remo 1996 als 150.
Thomas Fleischer lebt in Lörrach-Haagen.

## Erfolge
1996
- Gesamtwertung und eine Etappe Tour de Wallonie

## Wichtige Platzierungen (Straße)
| Monument                 | 1994 | 1995 | 1996 |
| ------------------------ | ---- | ---- | ---- |
| Mailand–San Remo         | –    | –    | 150  |
| Amstel Gold Race         | 42   | –    | –    |
| Lüttich–Bastogne–Lüttich | 77   | 42   | –    |